# 鄂西蒲儿根
鄂西蒲儿根（学名：Sinosenecio palmatisectus）为菊科蒲儿根属的植物，是中国的特有植物。分布于中国大陆的湖北等地，生长于海拔1,200米的地区，一般生于林中潮湿处，目前尚未由人工引种栽培。